# Gherardo da Camposampiero

Stemma Camposampiero

Gherardo da Camposampiero, detto anche Gherardino (Padova, metà del XII secolo – prima del 1222), è stato un condottiero e politico italiano.

## Biografia
Figlio di Tisolino da Camposampiero e di Cunizza da Romano, apparteneva a una famiglia feudale pienamente coinvolta nella politica del comuni di Padova e di Treviso, nei cui territori si distribuivano i suoi possedimenti.
Le prime notizie documentarie risalgono al 1190, quando presenziò a una permuta di beni tra Gabriele da Prata e Federico e Olderico da Caporiacco. Nel 1194, con il fratello Tiso, restituì alcune proprietà al vescovo di Treviso, di cui era vassallo e dal quale ricevette un altro feudo nel 1195.
Le cronache, tuttavia, ricordano anche un importante episodio della sua vita, avvenuto negli anni 1180 o all'inizio dei 1190 e inquadrabile nell'ambito delle aspre ostilità che opposero i Camposampiero ai da Romano.
A Gherardo era stata promessa in moglie Cecilia, orfana di Manfredo d'Abano ed erede di vasti possedimenti nel Padovano. Venuto a conoscenza del progetto, Ezzelino da Romano "il Balbo" si accordò in segreto con il tutore della fanciulla, Spinabello da Xenderico, e concluse il matrimonio con il figlio Ezzelino "il Monaco". Agendo per vendetta, Gherardo stuprò Cecilia.
Ezzelino, dopo averla ripudiata, si rivolse al comune di Padova per avere giustizia, ma il governo non volle agire contro i Camposampiero, famiglia di primo piano nella vita pubblica locale. In cambio, ottenne il sostegno della città nella guerra per il dominio di Vicenza, culminata con la vittoriosa battaglia di Carmignano (1198). Secondo quanto riferisce, con scarsa chiarezza, l'Anonimo Foscariniano, i Camposampiero sarebbero comunque stati danneggiati dall'alleanza tra Padova e gli Ezzelini. Oltre ad aver perso alcuni castelli, avrebbero sostenuto un'alleanza tra Vicentini e Veronesi, preavvisandoli dell'attacco di Carmignano.
La stessa fonte ricorda come Gherardo e il fratello Tiso VI, appoggiati dal vescovo di Treviso, favorirono l'entrata di Biaquino I da Camino a Treviso nel corso della guerra contro il vescovo di Belluno cui partecipavano, sullo schieramento nemico, altri Caminesi ribelli. È invece attestata la sua presenza ai numerosi accordi che conclusero il conflitto, sino alla concordia tra il comune e il vescovo di Belluno e Feltre (2 febbraio 1200).
Sempre secondo l'Anonimo, in questa occasione Gherardo si sarebbe riappacificato con Ezzelino il Monaco. Certo è che nel 1204, assieme al fratello, il Camposampiero dovette chiedere l'aiuto di Azzo VI d'Este per scacciare il da Romano dal castello di Campreto.  Ezzelino, infatti, rivendicava i diritti sulla fortezza per conto della figlia Adelasia, avuta seducendo Maria da Camposampiero, cugina di Gherardo, per vendicarsi della violenza su Cecilia. Lo scontro diretto venne evitato grazie alla mediazione del vescovo di Padova Gerardo e, in ultima, il castello era tornato ai Camposampiero.
Altre fonti lo vedono più tardi a Verona impegnato con i San Bonifacio nelle lotte che li opposero ai Montecchi, quindi a Venezia come attentatore alla vita di Ezzelino.

## Discendenza
Dal primo matrimonio con Ortensia de Bosio, figlia di Uguccione, ebbe:
- Florio

Dal secondo matrimonio con Daria da Baone ebbe:
- Tisolino, morto giovane nel 1222 combattendo per il marchese d'Este contro Salinguerra.
- Maria
- India, che sposerà Biaquino III da Camino.